# Титов, Григорий Иванович
Григо́рий Ива́нович Тито́в (1 [14] января 1907, Вятская губерния — 4 августа 1981, Ижевск) — российский и советский оперный певец, актёр, народный артист Удмуртской АССР, заслуженный артист РСФСР.

## Биография
Родился 1 (14) января 1907 в деревне Титово.
В 1922 году поступил в Ижевский педагогический техникум. Во время учёбы пел в студенческом хоре под руководством Е. В. Молотковой. В 1926—1931 годах работал учителем в деревне Порозово Шарканского района, выступал с народными песнями. В 1933 году стал солистом хора Удмуртского радио. В 1936—1938 годах пел в составе Удмуртского ансамбля песни и пляски и оперного ансамбля Дома техники в Ижевске. Исполнял партии Гремина в опере «Евгений Онегин», Грязного в «Царской невесте».
В 1938—1941 учился в музыкальном училище при Московской консерватории. В 1941—1944 годах в составе бригады педагогов консерватории выступал с концертами на фронтах Великой Отечественной войны. Окончил Московскую консерваторию в 1947 году по классу вокала Н. П. Сперанского. В период учёбы выступал в спектаклях оперной студии при консерватории. После окончания консерватории стажировался в оперных театрах страны.
В 1947 году Григорий Иванович вернулся в Удмуртию, в 1947—1951 годах преподавал на вокальном отделении в Ижевском музыкальном училище, выступал в Удмуртском драматическом театре. В 1948 году впервые в истории удмуртской культуры исполнил на удмуртском языке сцену в лесу из оперы «Иван Сусанин» в сопровождении хора Удмуртского радио и оркестра под управлением Н. М. Греховодова. С 1951 года стал солистом Удмуртской филармонии, концентрировал по стране.
Григорий Иванович исполнял ведущие партии в музыкальных спектаклях «Камит Усманов» (1948), «Аннок» (1958), опере «Наталь» Г. А. Корепанова (1961). На концертах исполнял арии Фарлафа («Руслан и Людмила»), Лепорелло («Дон Жуан»). Также исполнял романсы «Мельник», «Старый капрал», «Ночной смотр». Пел в дуэте с М. И. Галасеевой. В апреле 1970 года выступал на Днях литературы и искусства Удмуртии в Москве.
Г. И. Титов обладал сильным густым голосом с мягким тембром, отличался чистотой интонации. Его называли «удмуртским Шаляпиным».
Скончался 4 августа 1981 года в Ижевске.

## Награды и звания
- Народный артист Удмуртской АССР (1945)[2][1].
- Заслуженный артист РСФСР (1951)[2][1].
- Дипломант Всесоюзного конкурса вокалистов (1956)[2].
- В 1947 году избирался депутатом Ижевского горсовета[3].